# Luca Romagnoli
Luca Romagnoli (ur. 12 września 1961 w Rzymie) – włoski polityk, wykładowca akademicki, lider postfaszystowskiego ugrupowania Ruch Socjalny – Trójkolorowy Płomień, w latach 2004–2009 poseł do Parlamentu Europejskiego.

## Życiorys
Ukończył w 1989 studia z zakresu geografii na Uniwersytecie  La Sapienza w Rzymie. Pracował jako badacz w przedsiębiorstwie morskim, następnie był asystentem na uczelniach w Mozambiku i Irlandii. W 1993 uzyskał doktorat z geografii. Wykładał na macierzystym uniwersytecie, w 2004 został mianowany na stanowisko profesora. Prowadził badania dla instytucji naukowych i rządowych.
W 2002 został krajowym sekretarzem skrajnie prawicowego Ruchu Socjalnego – Trójkolorowy Płomień, którym kierował do 2013. W wyborach w 2004 uzyskał mandat posła do Parlamentu Europejskiego. Był posłem niezrzeszonym, w 2007 wchodził w skład funkcjonującej przez około 11 miesięcy grupy Tożsamość, Tradycja i Suwerenność. Pracował w Komisji Transportu i Turystyki oraz Komisji Rybołówstwa. W 2006 w wywiadzie dla telewizji SKY TG24 stwierdził, że nie ma możliwości, by potwierdzić bądź zanegować, czy w obozach koncentracyjnych były używane komory gazowe. W 2009 Luca Romagnoli bez powodzenia ubiegał się o reelekcję w wyborach europejskich.